# Schéma d'aménagement régional de la Martinique
Le schéma d'aménagement régional (SAR) de la Martinique fixe les orientations fondamentales à moyen terme en matière de développement durable, de mise en valeur du territoire et de protection de l'environnement. Il a été approuvé par le Conseil d'État le 23 décembre 1998.